# Studio 54
Studio 54 este un teatru de pe Broadway și fost club de noapte, situat pe strada 254 West 54th Street, în cartierul Midtown Manhattan din New York City. Administrat de Roundabout Theatre Company, Studio 54 dispune de 1.006 locuri, pe două niveluri. Teatrul a fost proiectat de Eugene De Rosa pentru producătorul Fortune Gallo și a fost deschis în 1927, sub numele de Gallo Opera House. Actualul teatru de pe Broadway poartă numele unui club de noapte situat în aceeași locație, fondat de Steve Rubell și Ian Schrager, care a funcționat în spațiul teatrului între anii 1970 și 1980.
Schrager și Rubell au preluat conducerea localului în 1976, păstrând o mare parte din fostul echipament teatral și de radiodifuziune, și transformându-l în club de noapte. Clubul a fost deschis la 26 aprilie 1977, la apogeul tendințelor disco, și a devenit rapid foarte popular. Studio 54 s-a remarcat prin listele de invitați celebri, politicile de intrare restrictive și subiective, evenimentele extravagante, consumul de droguri și activitățile sexuale fățișe. 
Clubul lui Schrager și Rubell a avut o scurtă durată de viață și a provocat multe controverse, fiind închis la începutul anului 1980, după ce bărbații au fost condamnați pentru evaziune fiscală. Mark Fleischman a operat o versiune redusă a clubului din 1981 până în 1986, după care a continuat să funcționeze sub o nouă conducere timp de încă trei ani. Spațiul din Studio 54 a găzduit clubul rock Ritz din 1989 până în 1993, apoi barul Cabaret Royale din 1994 până în 1996.

## Era disco

Logoul Studio 54

Studio 54 a fost deschis la apogeul dansului și muzicii disco. Popularitatea sa a crescut rapid, mai ales după publicarea unei fotografii de largă circulație care o arăta în club pe Bianca Jagger, soția lui Mick Jagger, călare pe un cal alb. În luna următoare deschiderii, clubul a servit în medie 2.000 de clienți pe seară, deși era deschis doar de marți până sâmbătă. Până în august 1977, clubul devenise atât de frecventat încât Rubell și Schrager se gândeau să deschidă cluburi de noapte similare în Los Angeles și Londra. În cele din urmă, Rubell a ales să nu deschidă discoteci asemănătoare în întreaga lume, spunând: „Sunt foarte precaut să protejez numele și să nu-l ieftinesc.” În noiembrie 1977, Dan Dorfman de la New York Magazine l-a citat pe Rubell spunând că „doar Mafia a făcut mai mulți bani” decât Studio 54, care a câștigat 7 milioane de dolari în primul an de funcționare.
În general, clubul se deschidea la ora 22:00, cu o aglomerație maximă la miezul nopții; barul se închidea la ora 4 dimineața, iar restul clubului rămânea deschis până la ora 6 dimineața. Potrivit lui Rubell, marea majoritate a oaspeților clubului nu erau celebrități, ci, mai degrabă, membri ai publicului care voiau doar să danseze. The Washington Post scria în noiembrie 1977 că discoteca atrăgea „un amestec de punkeri, coafeze, persoane din mediul social și suburban”. Andy Warhol, un oaspete obișnuit al Studio 54, a spus că discoteca era „o dictatură la ușă, dar o democrație pe ringul de dans”. Studio 54 a aplicat o interdicție de fotografiere pentru a proteja intimitatea oaspeților, dar unele imagini au fost totuși publicate, inclusiv o imagine de largă circulație a primei doamne canadiene Margaret Trudeau fără lenjerie intimă.

### Invitați notabili
- Bella Abzug[18]
- Woody Allen[18]
- Mihail Barîșnikov[19]
- John Belushi[20]
- Leonard Bernstein[21]
- Jacqueline Bisset[19]
- David Bowie[22]
- Truman Capote[18]
- Gia Carangi[23]
- Allan Carr[24]
- Cher[19]
- Pat Cleveland[25]
- Roy Cohn[26]
- Salvador Dalí[27]
- Divine[28]
- Faye Dunaway[29]
- Doris Duke[18]
- Farrah Fawcett[22]
- Ric Flair[30]
- Betty Ford[31]
- Tom Ford[32]
- Diane von Fürstenberg[33]
- Richard Gallo
- David Geffen[34]
- Martha Graham[31][25]
- Richard Gere[35]
- Jerry Hall[36]
- Halston[33][31]
- Victor Hugo[36]
- Anjelica Huston[37]
- Debbie Harry[36]
- Margaux Hemingway[19]
- Tommy Hilfiger[38]
- Lauren Hutton[18]
- Michael Jackson[36]
- Bianca Jagger[36][19]
- Mick Jagger[36]
- Rick James[30]
- Bruce Jenner[24]
- Elton John
- Grace Jones[36]
- Tom Jones[39]
- Jacqueline Kennedy Onassis[30]
- Eartha Kitt[39]
- Calvin Klein[36]
- Karl Lagerfeld[19]
- Timothy Leary[39]
- Fran Lebowitz[40]
- John Lennon[41]
- Lorna Luft[19]
- George Michael[22]
- Bette Midler[39]
- Liza Minnelli[19][31]
- Freddie Mercury[30]
- Jack Nicholson[37]
- Al Pacino[30]
- Dolly Parton[19]
- Paloma Picasso[42]
- Richard Pryor[39]
- Gilda Radner[43]
- Lou Reed[30]
- Geraldo Rivera[44][45]
- Diana Ross[19]
- Brooke Shields[36][46]
- Frank Sinatra
- Sylvester Stallone[19]
- Paul Stanley[19]
- Percy Sutton
- Tallulah[47][48]
- Elizabeth Taylor[36][19][31]
- John Travolta[36]
- Margaret Trudeau[39]
- Donald și Ivana Trump[19]
- Tina Turner[36]
- Valentino[42]
- Diana Vreeland[28]
- Andy Warhol
- Robin Williams[39]

## Moștenire
Clubul de noapte a fost subiectul mai multor lucrări din media. Originalul Studio 54 a fost prezentat în filmul dramatic 54 din 1998. Studio 54, un documentar de 98 de minute realizat de Matt Tyrnauer și lansat în 2018, include imagini inedite ale clubului și interviuri cu Ian Schrager. În plus, cel de-al patrulea sezon al serialului de televiziune American Crime Story, anunțat în 2021, se concentrează asupra clubului în anii 1970. De asemenea, au fost scrise mai multe cărți despre clubul de noapte. Scriitorul Anthony Haden-Guest a publicat o carte despre Studio 54 și subcultura disco în 1997, iar Mark Fleischman și-a publicat memoriile Inside Studio 54 în octombrie 2017. Schrager a publicat și el o carte în 2018, Studio 54, cu imagini din club.
Studio 54 a inspirat, de asemenea, numele și conceptul general al seriei de concerte Studio 2054 a cântăreței și compozitoarei Dua Lipa, în 2020.